# Geh’ nicht zu Fuß durch stille Straßen
Geh nicht zu Fuß durch stille Straßen (englischer Originaltitel The Pedestrian = dt. Der Fußgänger) ist eine Science-Fiction-Kurzgeschichte von Ray Bradbury, die 1951 veröffentlicht wurde.

## Inhalt
An einem Novemberabend 2053 macht der unverheiratete Schriftsteller Leonard Mead seinen seit Jahren gewohnten abendlichen Spaziergang durch eine Dreimillionenstadt, während die anderen Stadtbewohner in ihren dunklen Wohnzimmern sitzen und fernsehen. Plötzlich wird er von einem Streifenwagen mit metallischer Stimme angerufen, die ihn auffordert, stehen zu bleiben, da sonst geschossen werden wird. Mead ist überrascht, da es in der Stadt aufgrund der wenigen Verbrechen seit dem Vorjahr nur noch ein Polizeiauto gibt.
Der Streifenwagen beginnt mit Meads Befragung, wobei er konstatiert, dass dessen Tätigkeit als Schriftsteller kein Beruf sei. Mead gibt an, spazieren zu gehen, um frische Luft zu holen und etwas zu sehen. Als er angibt, keinen Fernseher zu besitzen, wird der Wagen misstrauisch. Als Mead auch noch erklärt, nicht verheiratet zu sein, fordert ihn der Wagen auf, einzusteigen, da Mead keine Frau hat, die ihm ein Alibi verschaffen könnte. Mead steigt ein, das Innere des Wagens ähnelt einer Gefängniszelle. Der Wagen macht sich auf den Weg zum „Psychiatrischen Forschungszentrum für regressive Tendenzen“. Auf dem Weg dahin kommen sie an Meads Haus vorbei. Es ist das einzige Gebäude in der dunklen Stadt, das hell erleuchtet ist.

## Hintergrund
Bradbury war zu der Geschichte durch ein persönliches Erlebnis in Los Angeles inspiriert worden. Nach einem Restaurantbesuch auf dem Wilshire Boulevard war er mit einem Freund, tief in ein Gespräch vertieft, auf dem Weg zu einer Bushaltestelle, als sie von einem Polizeibeamten in einem Streifenwagen angehalten wurden. Als der Beamte sie nach ihrer Tätigkeit befragte und Bradbury etwas flapsige Antworten wie „Spazierengehen“ und „Luftholen“ gab, wurde der Polizist sehr formal und forderte sie auf, das Spazierengehen in Zukunft zu unterlassen.
Bradbury schrieb die Geschichte unmittelbar nach dem Erlebnis nieder. Sein Literaturagent Ray Congdon bot die Geschichte von den Hochglanzmagazinen („slicks“) bis zu den Science-Fiction-Pulp-Magazinen an, doch ohne Erfolg. Sie wurde erst 1951 in dem liberalen Magazin „The Reporter“ veröffentlicht. Nach Bradburys eigenen Angaben war sie u. a. eine der Grundlagen für seinen Roman „Fahrenheit 451“, obwohl sie nicht das Thema Zensur behandelte.
Auf Deutsch wurde die Geschichte erstmals 1970 in der Kurzgeschichtensammlung Die goldenen Äpfel der Sonne in der Reihe MvS Science Fiction & Fantastica publiziert.

## Theater, Verfilmung
1964 wurde „The Pedestrian“ als Einakter adaptiert, wobei eine zweite Rolle eingeführt wurde, um die Gedanken Meads während seines Spaziergangs für den Zuschauer sichtbar zu machen.
Diese dramaturgische Struktur wurde auch 1989 bei der Verfilmung unter dem Titel „Fußgänger“ in der Fernsehserie Bradburys Gruselkabinett beibehalten. Die Hauptrolle ist mit David Ogden Stiers besetzt. Die deutsche Erstausstrahlung erfolgte am 18. November 1992 auf Tele 5.